# Бикмосеевский сельсовет
Бикмосеевский сельсовет — муниципальное образование со статусом сельского поселения в Неверкинском районе Пензенской области Российской Федерации.
Административный центр — село Бикмосеевка.

## История
Статус и границы сельского поселения установлены Законом Пензенской области от 2 ноября 2004 года № 690-ЗПО «О границах муниципальных образований Пензенской области».

## Население
| 2010 | 2012 | 2013 | 2014 | 2015 | 2016 | 2017 |
| ---- | ---- | ---- | ---- | ---- | ---- | ---- |
| 579  | ↘552 | ↘542 | ↘513 | ↘500 | ↘497 | ↗506 |
| 2018 | 2021 |      |      |      |      |      |
| ↘495 | ↘446 |      |      |      |      |      |

## Состав сельского поселения
| № | Населённый пункт | Тип населённого пункта       | Население |
| - | ---------------- | ---------------------------- | --------- |
| 1 | Бикмосеевка      | село, административный центр | ↘446      |